# Il crollo della Baliverna
Il crollo della Baliverna è una raccolta di racconti di Dino Buzzati, pubblicata nel 1954.
Lo stesso anno della pubblicazione la raccolta ha vinto la prima edizione del Premio Napoli, ex aequo con Viaggio di un poeta in Russia di Vincenzo Cardarelli.
I racconti, soprattutto il primo che dà il titolo al libro, sono stati tradotti in numerose lingue.

## Racconti

### Il crollo della Baliverna
Il racconto che dà il titolo alla raccolta, è stato pubblicato per la prima volta sul quotidiano il Corriere della Sera il 20 maggio 1951, è stato successivamente incluso nelle antologie Il crollo della Baliverna e Sessanta racconti.
Trama
Un giorno di luglio il narratore con il cognato entomologo, con il dottor Scavezzi, zoologo e con le rispettive figlie, si reca per una passeggiata nel prato antistante la Baliverna, un vecchio edificio che ospita una folla di povera gente e senzatetto. Mentre i due uomini e le ragazzine sono distanti cercando insetti da studiare, l'annoiato narratore, appassionato di alpinismo, si arrampica sui malmessi muri del fatiscente palazzo. Un ferro si smuove facendo cadere un cornicione su cui era incastrato un puntello che sosteneva una parete: in pochi secondi tutto l'edificio crolla causando decine di vittime. Nessuno sembrerebbe aver visto il narratore arrampicarsi ed egli tace le sue responsabilità. Due anni dopo, alla vigilia del processo, il principale accusato del disastro è morto e l'altro sospettato, l'assessore comunale, sarà probabilmente assolto. Il narratore, tuttavia, teme che il dottor Scavezzi sia stato testimone della sua tragica bravata. Il sospetto lo assilla da due anni e il mellifluo comportamento del dottore, che dall'evento ha preso a frequentarlo non perdendo occasione per fare allusioni, lo riempie di paura.

### Il cane che ha visto Dio
Quando il vecchio fornaio del paese di Tis muore, lascia in eredità l'attività al nipote a patto che per cinque anni, tutte le mattine, regali 50 kg. di pane ai poveri. L'avaro Defendente Sapori accetta l'eredità ma, astioso verso lo zio, adotta vari sotterfugi per limitare la quantità del pane da regalare. Quando Galeone, il cane di un eremita in odore di santità, inizia a presentarsi al forno tutte le mattine per prendere una pagnotta da portare al padrone, Defendente si indispettisce e invano tenta per mesi di impedire al furbo cane di addentare la pagnotta. Un giorno il fornaio segue il cane fino al rifugio dell'eremita; l'incontro con il santo lo tocca profondamente e Defendente iniziò a comportarsi in modo meno avaro.
L'eremita viene palesemente ignorato dai paesani, avvezzi alla dissolutezza, nonostante la notte dal rifugio del santo scaturissero bagliori interpretati dai più come manifestazione divina. Quando l'eremita muore, Galeone inizia a frequentare il paese, non più per trovare cibo per il suo padrone, ma per spiare i peccatori, spingendoli con la sua presenza a più retti comportamenti: il cane, infatti, essendo stato testimone delle divine manifestazioni luminose, era temuto e rispettato, nonostante molti auspicassero la sua morte. Defendente, non sopportando più la vigile e ubiqua presenza di Galeone, lo uccide con un fucile, fingendo di aver sbagliato il colpo, diretto a spaventare dei ladri notturni. L'animale, tuttavia, continua ad essere avvistato e quando, malato e paralizzato, si insedia nella piazza del paese, gli abitanti di Tis lo nutrono e lo accudiscono di nascosto, temendo di essere presi in giro dagli altri.
Quando il cane muore, i paesani si sentono sollevati, non dovendo più rispondere a nessuno per le loro azioni. Il corpo di Galeone viene trasportato fuori dal paese per essere seppellito vicino all'eremita ma, quando l'improvvisata processione giunge sul posto, vede lo scheletro di un cane accucciato sulla tomba del santo.

### Autorimessa Erebus
Il protagonista del racconto scopre che l'autorimessa Erebus, frequentata in gioventù da un suo amico, è gestita dal diavolo in persona che, nelle mentite spoglie di Onofrio, un innocuo garagista con accento livornese, dà in cambio dell'anima una vita piena di soddisfazioni e colpi di scena. Il nostro rinuncia alle lusinghe del diavolo ,ma dopo una vita morigerata e piatta all'età di 58 anni, sconfitto, si presenta all'autorimessa per il patto scellerato. Ma il diavolo lo scaccia dicendo che della sua anima non sa proprio cosa farsene e ritorna sconfitto alla vita di tutti i giorni, rifiutato anche dal demonio.

### Qualcosa era successo
Pubblicato per la prima volta sul quotidiano il Corriere della Sera l'8 luglio 1949, è stato successivamente incluso nelle raccolte Il crollo della Baliverna e Sessanta racconti.
Trama
Un viaggio in treno dall'estremo sud della penisola verso Milano diventa ben presto, per il protagonista, un angosciante calvario.
Tutto inizia ad un passaggio a livello: una donna, che aspetta il passaggio del convoglio per attraversare, viene chiamata da un uomo che, a giudizio del protagonista, è allarmato e spaurito.
Da quel momento, ogni persona che egli vede dal finestrino, in qualsiasi zona si trovi il treno, gli dà l'impressione di essere in preda al panico per un ignoto motivo; addirittura i treni che da nord vanno a sud gli appaiono stracolmi di profughi. Il terrore di non sapere cosa lo aspetta all'arrivo lo assale, ed egli lo trasmette agli altri occupanti del vagone.
Un pezzo di giornale strappato ad uno strillone amplifica le sue paure (c'è scritto l'ultima parte del titolo: "...IONE").
All'arrivo nella Stazione Centrale di Milano il protagonista scende dal treno terrorizzato e si inquieta nel trovare la stazione deserta (è notte fonda) e la voce di una donna, il cui grido spacca il silenzio.
Il finale non viene esplicitato dall'autore volutamente e non si capisce cosa in realtà sia successo.

### I topi
Il racconto è stato pubblicato per la prima volta sul Corriere della Sera, nel numero del 9 agosto 1953, e quindi ripubblicato nelle raccolte Il crollo della Baliverna e Sessanta racconti.
Trama
Tutte le estati il narratore era solito trascorrere un paio di settimane ospite nella villa di campagna dell'amico Giovanni Corio, insieme alla famiglia di quest'ultimo. Quest'anno, per la prima volta, invece dell'atteso invito è giunta una confusa lettera con la quale, accampando vaghi motivi, Giovanni si scusava spiegando di non poter ospitare l'amico. Sin dal primo soggiorno nella villa, avvenuto anni prima, il narratore aveva notato la presenza di topi che, inspiegabilmente ignorati dalla famiglia Corio, di anno in anno si erano fatti più invadenti. Giovanni e i suoi familiari minimizzavano ogni volta la presenza dei roditori, arrabbiandosi persino se il narratore si mostrava preoccupato del loro proliferare. Dai pochi topolini di campagna, negli anni seguenti, si era passati a topi di grandi dimensioni, fino a veder la villa invasa da torme di giganteschi ratti. I contadini dei dintorni affermano che mostruosi roditori avevano colonizzato la casa fino a prendere in ostaggio la famiglia Corio.

### Appuntamento con Einstein
Pubblicato per la prima volta sull'edizione del 5 gennaio del 1950 del Corriere della Sera, quindi inserito nelle raccolte Il crollo della Baliverna e Sessanta racconti.
Trama
Albert Einstein è assorto nei suoi pensieri a Princeton quando lo coglie l'intuizione della curvatura dello spazio. Subitaneamente l'idea lo abbandona. Continuando a passeggiare tra i viali incontra un nero che, dopo avergli chiesto l'elemosina, rivela di essere il diavolo Iblīs, l'Angelo della morte venuto per portarlo via con sé. Lo scienziato, sentendosi vicino all'intuizione che cambierà il mondo della scienza, prega il nero di dargli ancora un mese di tempo per completare i suoi studi. Il Diavolo acconsente e quando il mese dopo Einsten chiede un'altra proroga, gliela accorda nuovamente. Quattro settimane più tardi Einsten, finalmente, ha concluso le sue ricerche e si reca nel parco per consegnarsi a Iblīs che, tuttavia, quando lo incontra gli rivela di non volere la sua morte ma di averlo costretto, con tale minaccia, ad affrettare i suoi studi fino a scoprire i segreti che all'Inferno ritengono saranno utili ai loro scopi.

### Gli amici
Pubblicato per la prima volta sul quotidiano il Corriere della Sera il 3 luglio 1952, è stato successivamente incluso nelle raccolte Il crollo della Baliverna e Sessanta racconti.
Trama
Il violinista Toni Appacher è morto da venti giorni quando alle dieci di sera, in forma di fantasma, si presenta a casa dell'amico Amedeo Torti. Il musicista chiede ospitalità per un mese, spiegando che per un disguido, non gli è permesso accedere nell'Aldilà prima di allora. Amedeo gli nega l'asilo, infastidito per il ritorno in vita del defunto, già compianto e sepolto giorni addietro e ora considerato inopportuno. Il fantasma si sposta a casa di un altro amico, Mario Tamburlani che, alla richiesta di ospitalità, risponde con un diniego, accampando futili motivi. Dalla prostituta Gianna viene cacciato via con grida di paura. Il parroco e amico don Raimondo inizialmente lo accoglie ma viene subito dopo da questi convinto ad andarsene per non attirare sul prete le critiche del vescovo. Appalacher si dilegua nella notte: per questo gli spiriti si appartano in castelli o torri disabitate, emarginati e allontanati dai vivi.

### I reziarii
Il racconto è stato pubblicato per la prima volta sul Corriere della Sera, nel numero del 19 ottobre del 1947, poi ripubblicato nelle antologie Il crollo della Baliverna e Sessanta racconti.
Trama
Un monsignore, durante una passeggiata in campagna, su di una siepe osserva due ragni di cui uno molto più grosso dell'altro. Mosso da curiosità sposta il più piccolo sulla ragnatela dell'altro e osserva il combattimento dei due aracnidi, come fossero dei gladiatori reziari. Il più piccolo ha la peggio e finisce avvolto nella tela del maggiore ma riesce poco dopo a liberarsi e a fuggire. Il monsignore riacciuffa l'animaletto e lo depone nuovamente sulla rete del nemico. Dopo selvaggia e cruenta lotta il piccolo ragno ha la peggio e, moribondo, viene adagiato su una foglia dal religioso che, solo allora, è preso dal pentimento per la crudele azione. In quel momento sente incombere dietro di sé qualcosa che lo sta osservando.

### All'idrogeno
Il racconto è stato pubblicato per la prima volta sul quotidiano il Corriere della Sera il 15 febbraio 1950, e quindi ripubblicato nelle raccolte Il crollo della Baliverna e Sessanta racconti.
Trama
Il narratore viene svegliato in piena notte da due successive telefonate. Un vecchio amico e una conoscente si mostrano preoccupati per lui senza aggiungere particolari. Il narratore, perplesso per le telefonate a un orario insolito, ritorna a letto per rialzarsi poco dopo, richiamato dal campanello della porta. Nessuno si presenta all'uscio ma il pianerottolo è affollato dai condomini agitati. Una squadra di operai sta portando nel condominio una bomba atomica all'idrogeno. Il panico si diffonde fino a quando qualcuno non legge sulla bomba il nome del narratore. L'infernale bomba è destinata a lui, personalmente. I vicini, sollevati per lo scampato pericolo, si rallegrano l'uno con l'altro mentre il narratore è sopraffatto dalla notizia.

### L'uomo che volle guarire
Il racconto, che è stato pubblicato per la prima volta sul quotidiano il Corriere della Sera il 20 luglio 1952, è stato successivamente incluso nelle raccolte Il crollo della Baliverna e Sessanta racconti.
Trama
Il giovane e ricco nobile di nome Mseridon si è ammalato di lebbra e viene rinchiuso in un lazzaretto. Qui i malati, rassegnatisi al male incurabile, non hanno più contatti con il mondo, se non attraverso i racconti e le descrizioni dei guardiani. Il giovane, diversamente dai compagni di sventura, ama talmente la vita da spendere ogni energia nella preghiera, sperando in una miracolosa guarigione. L'anziano Giacomo, rinchiuso nel lazzaretto da cento anni, tenta di dissuadere Mseridon dal progetto di guarigione, spiegandogli che mai nessuno era guarito dalla lebbra, nonostante preghiere o balsami. Mseridon non demorde, pensando alle ricchezze, alle giovani donne e alle bellezze del mondo esterno. Dopo due anni di incessanti preghiere, si accorge che il male comincia ad arretrare: ignorando il pessimismo di Giacomo, il giovane nobile raddoppia gli sforzi impegnandosi sempre più nella preghiera. Una volta guarito può finalmente lasciare il lazzaretto ma una volta al cancello, guardando il mondo fuori, si accorge che esso ha perso ai suoi occhi ogni intesesse, apparendogli sporco e squallido. Giacomo gli rivela che la grazia di Dio non era senza prezzo e che la guarigione richiedeva, in cambio, di perdere il gusto per la vita. Mseridon è diventato un santo: le cose terrene non l'attraggono più e decide di rimanere al lazzaretto per confortare i malati.

### 24 marzo 1958
Il racconto, che è stato pubblicato per la prima volta sul quotidiano il Corriere della Sera il 7 gennaio 1949, è stato successivamente incluso nelle raccolte Il crollo della Baliverna e Sessanta racconti.
Trama
Tra il 1955 e il 1958 sono stati lanciate tre astronavi che, nel 1975 continuano a orbitare intorno alla Terra. L'equipaggio della prima, Hope, una volta lasciata l'atmosfera ebbe il tempo di pronunciare la frase "What a sound, an odd..." ( in italiano: "Che suono, uno strano..."). Dei tre astronauti non si seppe più nulla. Anche della seconda astronave, Los Egg non si ebbero più notizie. Dalla terza, Faith, lanciata il 24 marzo 1958 con cinque astronauti a bordo, provenne il messaggio "Damn it, but here we are in..." (in italiano: "Accidenti. Ma noi qui siamo capitati in..."), poi l'equipaggio tacque per sempre. Diciassette anni dopo l'ultimo lancio, il senso dei messaggi è stato compreso: "Accidenti. Ma noi qui siamo capitati in Paradiso!" e "Che suono, una strana musica". Il Paradiso si trova subito dopo l'atmosfera terrestre, e intrappola l'umanità sulla Terra negandogli l'accesso allo Spazio.

### Le tentazioni di sant'Antonio
Il racconto è stato pubblicato per la prima volta sul quotidiano il Corriere della Sera nel numero del 14 ottobre del 1950; è stato successivamente incluso nelle raccolte Il crollo della Baliverna e Sessanta racconti.
Trama
Il giovanissimo prete, don Antonio, sta tenendo il catechismo a dei ragazzi della parrocchia di campagna. L'estate è agli sgoccioli e nel cielo al tramonto si vanno formando nubi la cui forma, di volta in volta, il prete interpreta come segni di tentazione: un letto per dissuaderlo dalla noiosa lezione, un banchetto per distrarlo sollecitandone l'appetito, una mitra papale per convincerlo ad ambire più potere e, infine, una voluttuosa scena per turbare il timido animo del giovane. Il tutto dura pochi minuti: don Antonio rimane il dubbio se la scena sia stata un demoniaco attentato alle sue virtù o semplice suggestione.

### Il bambino tiranno
Il racconto è stato pubblicato per la prima volta sul quotidiano il Corriere della Sera nel numero del 14 gennaio del 1951; è stato successivamente incluso nelle raccolte Il crollo della Baliverna e Sessanta racconti.
Trama
Il bambino Giorgio era il tiranno di casa. I suoi capricci erano temuti da tutti i familiari e dai domestici. Le sue angherie nei confronti degli amichetti e dei parenti erano vere e proprie macchinazioni che riuscivano a mettere gli uni contro gli altri. Il nonno Antonio, pluridecorato colonnello, temeva il nipote come tutti e un giorno, curiosando tra i giocattoli del bambino, per caso ruppe un pezzo essenziale di un camioncino del latte, tra tutti i balocchi il più prezioso. L'anziano tentò di nascondere il danno e per i giorni successivi visse nel terrore che il nipote lo scoprisse, tra l'omertà dei familiari, a conoscenza del dramma incombente. Antonio sospettava che Giorgio avesse già scoperto la rottura e il colpevole ma che con perfidia dissimulasse per tenerlo sulle spine. Il terzo giorno Antonio, stanco della tensione, sollecitò il nipote a giocare con il furgoncino, affinché scoprisse il danno. Giorgio, preso da ira per tale insistenza fracassò il giocattolo, accorgendosi subito dopo della preesistente rottura. Con improvvisa calma Giorgio chiese il nome del colpevole e quando il nonno, impaurito si fece avanti, il nipote con affettata clemenza finse di perdonarlo, scoppiando subito dopo in una terrificante risata, felice per il potere dimostrato sui parenti.

### Rigoletto
Il racconto, che è stato pubblicato per la prima volta sul quotidiano il Corriere della Sera il 4 gennaio del 1948, è stato successivamente incluso nelle raccolte Il crollo della Baliverna e Sessanta racconti.
Trama
Per l'anniversario dell'indipendenza dello Stato viene organizzata, come tradizione, un'imponente parata militare. Per la prima volta sfila in armi, nella retroguardia,  anche un reparto dotato di "arma atomica". A differenza dei loro commilitoni dall'aspetto fiero e marziale, i componenti di quest'ultimo comparto sono emaciati e dimessi: al comando del reparto c'è un soldato gobbo che gli spettatori appellano "Rigoletto". Improvvisamente dalle armi atomiche si sviluppano alte volute di polvere. I cani iniziano ad abbaiare, frotte di topi si danno alla fuga e i militari sembrano preoccupati. Le colonne di polvere, o forse di fumo si intensificano e oscillano minacciose. La gente fugge terrorizzata: poi succede qualcosa di tragico.

### Il musicista invidioso
Il racconto è stato pubblicato per la prima volta sul quotidiano il Corriere della Sera il 10 giugno 1951, quindi incluso nelle raccolte Il crollo della Baliverna e Sessanta racconti.
Trama
Augusto Gorgia è un famoso compositore. Durante una passeggiata in una zona popolare della città ode una melodia di pianoforte provenire da una finestra. La musica era strana, diversa da qualsiasi cosa l'artista avesse mai ascoltato prima. Tempo dopo, appena rincasato, sente la stessa musica trasmessa alla radio, che viene spenta in tutta fretta dalla moglie. Augusto indaga ma gli amici e la moglie sembrano volergli nascondere l'identità dell'autore, negando perfino l'esistenza di quella straordinaria e rivoluzionaria musica. Quando scopre che Max Ribbenz, suo antico compagno di conservatorio, da lui ritenuto poco dotato, è il geniale autore dell'opera, in programma al Teatro di Stato, è colto da malore causato dall'invidia.

### Notte d'inverno a Filadelfia
Il racconto è stato pubblicato per la prima volta sul Corriere della Sera nel numero del 2 ottobre del 1948; è stato successivamente incluso nelle raccolte Il crollo della Baliverna e Sessanta racconti. La storia si ispira a un fatto di cronaca avvenuto nel luglio del 1945 in Val Canali, ossia il ritrovamento da parte dell'amico dall'autore, la guida alpina Gabriele Franceschini, di un paracadute di un militare statunitense e di alcuni suoi oggetti personali.
Trama
Durante un'escursione in Val Canali nel luglio del 1945, la guida alpina Gabriele Franceschini scorge appeso alle rocce, a strapiombo su di un dirupo, un paracadute. Poco più in basso recupera il giubbotto di salvataggio di un aviatore sul quale legge il nome Lt. F. P. Muller di Filadelfia. Più tardi rinviene un caricatore di pistola vuoto, una sciarpa e una baionetta con la punta spezzata. Tornato sul luogo dodici giorni dopo, in attesa che il comando statunitense invii un gruppo di ricerca, Franceschini trova il cadavere di un giovane aviatore. Un gruppo di dieci uomini, nel frattempo giunto sul luogo, tenta con imperizia di riportare il corpo del commilitone a valle ma, trasandati e inesperti, i soldati prima fanno precipitare la salma e poi l'abbandonano con l'intento di ritornare in seguito a recuperarla, promessa mai mantenuta. La salma viene cremata mesi dopo da alcuni pastori e poi pietosamente seppellita dal custode del rifugio Treviso.
In un flashback si vede il tenente Muller gettarsi con il paracadute da un aereo da combattimento in avaria insieme ai compagni ma rimanere appeso sulle rocce. Liberatosi dalle cinghie, precipita in un dirupo. Esplode tutti i colpi della pistola con l'intento di richiamare l'attenzione dei compagni, inutilmente. Tenta di arrampicarsi fuori dal dirupo con l'aiuto della baionetta che si spezza. Muore congelato ripensando alla sua città, Filadelfia.

### La frana
Il racconto è stato pubblicato per la prima volta nelle raccolta Il crollo della Baliverna, successivamente incluso nell'antologia Sessanta racconti.
Trama
Un giornalista alle prime armi viene svegliato di notte da una telefonata del direttore del giornale che gli affida la cronaca di una grossa frana avvenuta in Valle Ortica, vicino al paese di Goro. Il giornalista si reca di buon ora sul luogo della tragedia percorrendo in auto circa duecento chilometri, impaziente di assolvere all'incarico prima degli inviati dei giornali concorrenti. All'albergo del paese si accorge di essere il solo giornalista sul luogo e chiede informazioni ma il proprietario dell'albergo e i familiari nulla sanno della frana. Dopo molte insistenze il figlio dell'albergatore ricorda di aver appreso la notizia di una frana avvenuta a Sant'Elmo e indica la strada all'uomo che subito si sposta sul luogo. Anche lì nessuno sa nulla della recente tragedia ma un ragazzo accompagna il giornalista a vedere una frana che tuttavia risulta risalire a centinaia di anni prima. Il giornalista stizzito per il tempo perso, inveisce contro il ragazzo attirando l'attenzione di un contadino che afferma di sapere dove la frana è avvenuta. Nuovamente il giornalista si arrampica lungo i sentieri impervi e viene condotto al cospetto di una misero smottamento di terreno. La ricerca della frana si protrae fino a quando il giornalista si arrende all'evidenza: nessuna tragedia è avvenuta; tornando indietro in auto, lungo i tornanti, tuttavia ode distinto il rumore di una frana che incombe dietro di lui.

### Non aspettavano altro
Il racconto è stato pubblicato per la prima volta il 7 dicembre 1948 sulla rivista Oggi, successivamente incluso nelle raccolte Il crollo della Baliverna e Sessanta racconti.
Trama
Anna e Antonio, dopo un lungo e scomodo viaggio in treno, giungono in una torrida giornata alla stazione di una grande città. Dovendo proseguire il viaggio con la coincidenza del giorno dopo, cercano una stanza in albergo dove riposare. La lunga ricerca è infruttuosa: nonostante gli atri siano deserti e silenziosi, tutti gli albergatori affermano che non c'è posto per loro. Alle insistenze di Antonio, affinché possano almeno rinfrescarsi in bagno, un albergatore gli consiglia di rivolgersi all'albergo diurno. Qui la fila è lunghissima e quando finalmente i due arrivano stremati e accaldati alla cassa, l'ingresso gli viene negato con una scusa. Anna è stremata e cerca refrigerio in un giardino lì vicino, rinfrescandosi con l'acqua di una fontana. Il suo gesto le attira la riprovazione dei locali che con dialetto quasi incomprensibile prima invitano Anna a uscire dalla fontana, riservata al gioco dei bambini e poi, al netto rifiuto della donna, iniziano a bersagliarla con fango. Un bambino colpisce Anna con un giocattolo, la donna si difende e il suo comportamento viene letto dalla gente, nel frattempo aumentata di numero e sempre più incattivita, come un'aggressione verso il piccolo. La violenza si scatena e a nulla servono i tentativi di spiegazione di Anna e di Antonio: i due vengono assaliti dalla folla che, urlando grida incomprensibili, li rinchiude in una gabbia.

### Il disco si posò
Il racconto è stato pubblicato per la prima volta sul Corriere della Sera, nel numero del 25 marzo del 1950, poi ripubblicato nelle antologie Il crollo della Baliverna e Sessanta racconti.
Trama
Una sera un disco volante atterra sul tetto di una chiesa di campagna. Ne escono due alieni che guardano con interesse il simbolo della croce e ne chiedono spiegazione a don Pietro, il parroco che ha assistito all'evento. Il prete spiega il significato della croce, il martirio di Cristo per liberare l'Umanità dal peccato originale. Gli alieni, che don Pietro crede marziani, spiegano al parroco che anche loro hanno avuto a che fare con la tentazione del frutto proibito ma che loro, al contrario dei terrestri, non sono caduti in tentazione e sono immuni dal peccato originale. Don Pietro è turbato da quelle parole e inizia a pregare. Gli alieni chiedono al prete il significato della preghiera che loro non praticano, non rivolgendo mai pensieri a Dio. Quando gli extraterrestri ripartono, don Pietro immagina che Dio preferisca gli Uomini, peccatori ma pieni di sentimenti, ai marziani, puri dal peccato ma indifferenti.

## Tematiche
Un'altra tematica esplicitata in alcuni racconti - Il cane che ha visto Dio, L'uomo che volle guarire, Appuntamento con Einstein, Il disco si posò - è la dimensione religiosa dell'opera di Buzzati: non si intende la fede religiosa, ma un insieme di conoscenze, attraverso le quali lo scrittore interpreta e rappresenta il mondo (il libero arbitrio, il peccato originale, il demoniaco). Lo scrittore votato alla conoscenza religiosa distingue tra fantasia e fantasticheria. La fantasia ordina e trasfigura il reale metaforicamente senza inventare simboli, ma vedendo piuttosto gli aspetti del reale come simboli, mentre la fantasticheria attinge raramente dal reale.

## Edizioni
- Dino Buzzati, Il crollo della Baliverna, Milano, Mondadori, 1954.
- Dino Buzzati, Il crollo della Baliverna, in Giuliano Gramigna (a cura di), Romanzi e racconti, Milano, Mondadori, 1982.
- Dino Buzzati, Il crollo della Baliverna, introduzione di Fausto Gianfranceschi, Oscar Narrativa, n. 716, Milano, Mondadori, 1984.
- Dino Buzzati, Il crollo della Baliverna e altre storie di insolito quotidiano, a cura di Tea Noja, Le cicale, Milano, Mondadori scuola, 1995, ISBN 978-8824706551.
- Dino Buzzati, Il crollo della Baliverna, introduzione di Fausto Gianfranceschi, Oscar Moderni, Milano, Mondadori, 2018, ISBN 9788852089602.